# Боницо (Мантова)
Боницо је насеље у Италији у округу Мантова, региону Ломбардија.
Према процени из 2011. у насељу је живело 150 становника. Насеље се налази на надморској висини од 13 м.